# Mia Kirshner

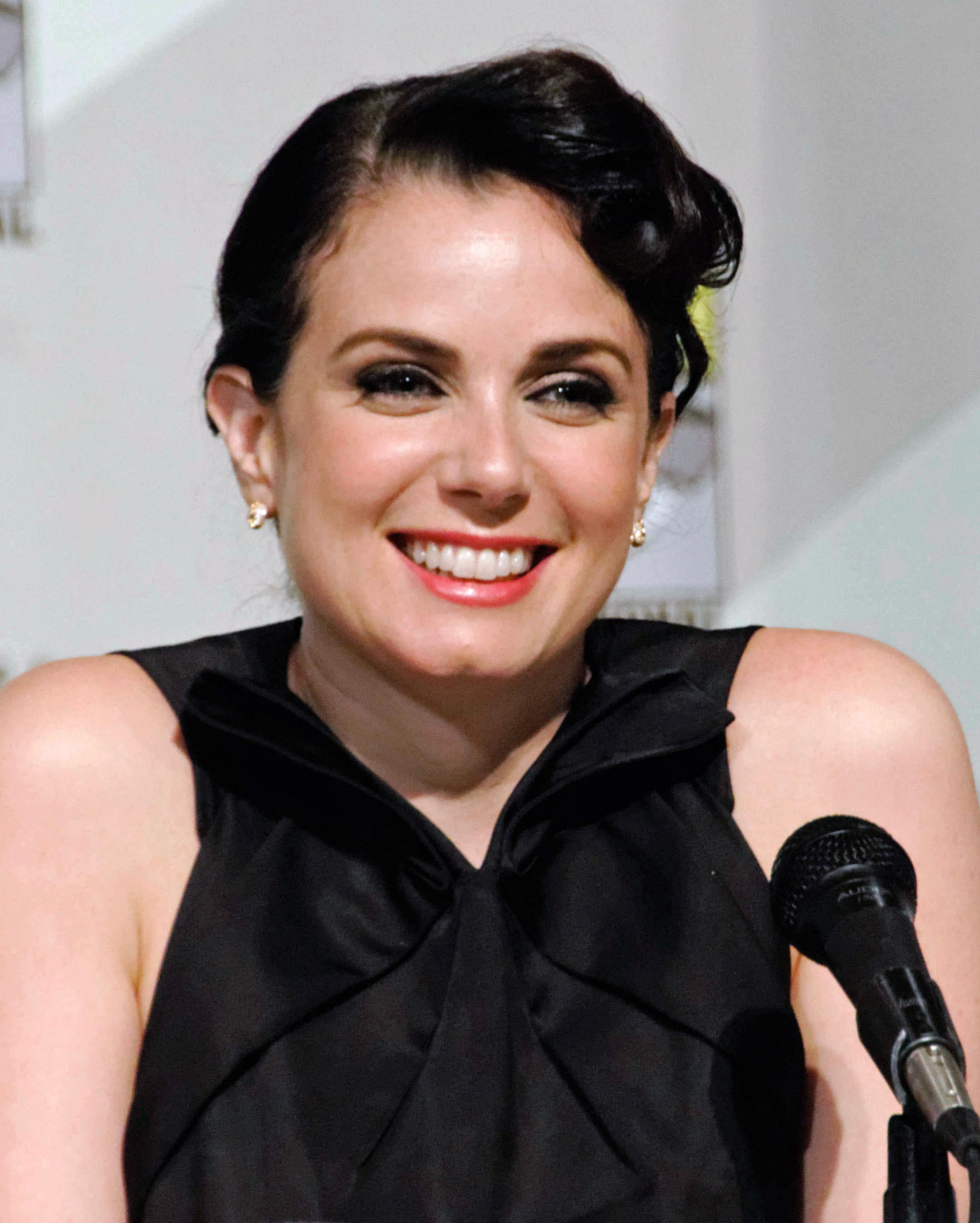
Mia Kirshner (2012)

Mia Kirshner (* 25. Januar 1975 in Toronto, Ontario) ist eine kanadische Schauspielerin.

## Biografie
Mia Kirshner wurde 1975 in der kanadischen Provinz Ontario als Tochter des in Deutschland geborenen Sheldon Kirshner, Journalist bei der The Canadian Jewish News, und seiner aus Bulgarien stammenden Ehefrau Etti, einer Englischlehrerin, geboren. Beide Elternteile sind die Nachkommen von Holocaust-Überlebenden und lernten sich in Israel kennen.
Kirshner wuchs in Toronto mit einer jüngeren Schwester auf und begann im Alter von neun Jahren Schauspielunterricht an einer Theaterschule zu nehmen. Bereits mit 13 Jahren wurde sie von einem Agenten unter Vertrag genommen und erhielt erste Rollen im kanadischen Fernsehen. Ihre Schauspielausbildung schloss Kirshner am Tarragon Theatre und Young People’s Theatre in ihrer Heimatstadt ab.
1989 erhielt sie eine Nebenrolle in der Episode Loving the Alien der US-amerikanischen Fernsehserie Krieg der Welten. Ein Jahr später wurde sie für die Rolle der Sophie Metternich in der kurzlebigen US-amerikanischen Kinderserie Dracula ist wieder da (Dracula: The Series) (1990) verpflichtet.
Ihre Filmkarriere in Kanada begann Kirshner 1993 mit der Hauptrolle der Page in Nicholas Kendalls Cadillac Girls. In der Komödie mimte sie einen jungen rebellischen Teenager, der nach dem Tod des Vaters mit seiner Mutter in die kanadische Provinz ziehen muss. Mit ihrem zweiten Film, Denys Arcands schwarzhumoriger Beziehungskomödie Liebe und andere Grausamkeiten (1993), feierte sie ihren Durchbruch als Schauspielerin. Für die Nebenrolle der übersinnlich begabten Domina Benita, für die sie 1994 für den kanadischen Filmpreis Genie Award nominiert wurde, wurde Kirshner von der New York Times für die dargestellte Kombination aus Sinnlichkeit und Unschuld gelobt, die sie bereits in Atom Egoyans Exotica übermittelt hätte. In Egoyans Film, der in den USA noch vor Liebe und andere Grausamkeiten veröffentlicht wurde, schlüpfte Kirshner an der Seite von Bruce Greenwood in die Rolle der Striptease-Tänzerin Christina, die ein dunkles Geheimnis hütet.
Daraufhin wurden US-amerikanische Castingagenten auf Kirshner aufmerksam und sie bekam 1995 erste Nebenrollen in den Hollywood-Produktionen Murder in the First und Die Grasharfe, in denen sie u. a. neben Schauspielkollegen wie Kevin Bacon, Gary Oldman, Sissy Spacek, Walter Matthau oder Jack Lemmon agierte. Ein Jahr darauf erhielt sie neben Vincent Perez die Hauptrolle in Tim Popes Actionthriller The Crow – Die Rache der Krähe.
Nach der Nebenrolle der Kitty in Bernard Roses Tolstoi-Verfilmung Anna Karenina (1997) in der Sophie Marceau und Sean Bean die Hauptrollen spielten, wählte im selben Jahr der französisch-griechische Regisseur Constantin Costa-Gavras Mia Kirshner für die weibliche Hauptrolle in Mad City aus; ihre Filmpartner waren John Travolta und Dustin Hoffman.
Als auch mit diesem Film der erhoffte Erfolg als Schauspielerin in Hollywood ausblieb, wandte sich Kirshner kleineren Filmproduktionen und dem Independentkino zu. So mimte sie 1999 in dem Drama Saturn die hedonistische und drogensüchtige Freundin von Scott Caan. Einem größeren Publikum wurde Kirshner erst wieder als bisexuelle High-School-Schülerin in Joel Gallens Nicht noch ein Teenie-Film (2001) bekannt, ehe sie sich dem Fernsehen zuwandte.
Zwischen 2003 und 2005 war Kirshner in der wiederkehrenden Rolle der Profikillerin Mandy in der Agentenserie 24 zu sehen, die auch in Deutschland ausgestrahlt wurde. An eine größere Rolle gelangte sie 2004 in The L Word – Wenn Frauen Frauen lieben. In der Fernsehserie um das Liebesleben einer Clique von Freundinnen in Los Angeles entdeckte Kirshner als begabte Autorin Jenny Schecter ihre Homosexualität.
2006 kehrte die kanadische Schauspielerin mit Brian De Palmas The Black Dahlia zurück auf die Kinoleinwand. In der Verfilmung des gleichnamigen Romans von James Ellroy aus dem Jahr 1987, der den ungelösten Mordfall des Hollywood-Starlets Elizabeth Short zum Thema hat, mimte sie an der Seite von Josh Hartnett, Aaron Eckhart, Scarlett Johansson und Hilary Swank die Titelfigur.
Neben ihrer Arbeit als Schauspielerin studierte Mia Kirshner von 1996 bis 1997 an der McGill University in Montreal Russische Literatur und das Fach Filmindustrie des 20. Jahrhunderts. Ferner führte sie bei dem Kurzfilm Victor Regie, der sich einer Drag Queen und deren Suche nach Liebe annimmt.
Kirschner engagierte sich häufiger als politische Aktivistin. 2008 erschien ihr Buch I Live Here, in dem sie die Lebensgeschichte von Flüchtlingskindern aus Afrika, Mexiko und Tschetschenien dokumentiert. Im Auftrag von Amnesty International, dem die Einnahmen aus dem Buch teilweise zugutekommen, hatte Kirshner in der Vergangenheit u. a. Flüchtlingslager in Tschetschenien besucht. Kirschner, die selbst Mitte der 90er-Jahre ein Opfer sexueller Übergriffigkeit war, gründete im Dezember 2017 zusammen mit der Filmproduzentin Aisling Chin-Yee und der Schauspielerin Freya Ravensbergen #AfterMeToo, ein Pendant der #MeToo-Bewegung in Kanada. Als Fotomodell posierte Kirshner für Magazine wie Razor, Maxim, Gear, FHM und Stuff.

## Filmografie (Auswahl)

### Filme
- 1993: Cadillac Girls
- 1993: Liebe und andere Grausamkeiten (Love and Human Remains)
- 1994: Exotica
- 1995: Murder in the First
- 1995: Die Grasharfe (The Grass Harp)
- 1995: Johnny’s Girl (Fernsehfilm)
- 1996: The Crow – Die Rache der Krähe (The Crow: City of Angels)
- 1997: Anna Karenina
- 1997: Mad City
- 1999: Saturn
- 1999: Out of the Cold
- 2000: Blond und skrupellos (Dark Summer)
- 2000: Cowboys and Angels
- 2001: Century Hotel
- 2001: Dumm, dümmer … Spencer! (According to Spencer)
- 2001: Nicht noch ein Teenie-Film! (Not Another Teen Movie)
- 2002: New Best Friend – Gefährliche Freundin (New Best Friend)
- 2002: Now & Forever
- 2003: Party Monster
- 2004: The Iris Effect
- 2006: The Black Dahlia
- 2007: They Come Back (Fernsehfilm)
- 2008: Last Minute Baby (Miss Conception)
- 2010: 30 Days of Night: Dark Days
- 2011: 388 Arletta Avenue
- 2012: Kiss at Pine Lake (Fernsehfilm)
- 2012: The Barrens
- 2013: The Surrogacy Trap (Fernsehfilm)
- 2013: I Think I Do
- 2015: Reluctant Witness
- 2015: Never Happened (Kurzfilm)
- 2016: Milton’s Secret
- 2017: A Swingers Weekend
- 2019: The College Admissions Scandal (Fernsehfilm)
- 2020: Love, Lights, Hanukkah! (Fernsehfilm)
- 2021: Crisis

### Fernsehserien
- 1989: Krieg der Welten (War of the Worlds, Folge 2x07)
- 1990: Danger Bay (Folge 6x19)
- 1990–1991: Dracula ist wieder da (Dracula: The Series, 21 Folgen)
- 1991: Ultraman – Mein geheimes Ich (My Secret Identity, Folge 3x14)
- 1991–1992: Tropical Heat (Sweating Bullets, 2 Folgen)
- 1992: Are You Afraid of the Dark? (Folge 1x05)
- 2001–2002: Wolf Lake (7 Folgen)
- 2001, 2003, 2005: 24 (7 Folgen)
- 2004–2009: The L Word – Wenn Frauen Frauen lieben (The L Word, 71 Folgen)
- 2010–2011: Vampire Diaries (The Vampire Diaries, 6 Folgen)
- 2010: CSI: New York (Folge 6x04)
- 2013: Lost Girl (Staffel 4, 3 Folgen)
- 2013–2014: Defiance (15 Folgen)
- 2013: Graceland (Folge 1x04)
- 2015: Bloodline (3 Folgen)
- 2017: Real Detective (Folge 2x03)
- 2017–2019: Star Trek: Discovery (8 Folgen)
- 2023: Star Trek: Strange New Worlds  (Folge 2x05)

## Auszeichnungen
Genie Award
- 1994: Nominierung in der Kategorie Beste Nebendarstellerin in Liebe und andere Grausamkeiten

MTV Movie Awards
- 2002: Nominierung gemeinsam mit Beverly Polcyn in der Kategorie Bester Filmkuss in Nicht noch ein Teenie-Film